# Shorinji Kempo
Shorinji Kempo (少林寺拳法 shōrinji-kempō?, care înseamnă "Prima Lege a Templului Shaolin") este o artă marțială ezoterică japoneză, considerată o adaptare a Shaolin Quanfa. A fost formată în 1947 de către Doshin So (宗 道臣 Sō Dōshin?), un practicant de arte marțiale japonez și fost agent de inteligență militară.
Shorinji Kempo este un sistem de "de auto-apărare" (護身 錬 鍛: Goshin-rentan), "antrenament mental" (精神 修養: Seishin-shūyō) și un sistem de "promovare a sănătății" (健康 増 進: Kenko-zōshin), a cărui filosofie se bazează pe conceptul că "spiritul și trupul nu sunt separabile" (心身 一如: Shinshin-ichinyo), și că aceasta este o formă de integrare în "antrenamentul corpului și al spiritului" (拳 禅 一如: ichinyo kenzen).
Filozofia și tehnicile de Shorinji Kempo sunt prezentate în manualul lor, (少林寺 拳法 教 範) Shorinji-Kempo-kyōhan.